# جزر و مد (مجموعه تلویزیونی ایرانی)
جزر و مد نام یک سریال تلویزیونی ایرانی به کارگردانی علی عبدالعلی زاده و تهیه کنندگی محسن توکل فرد است. این مجموعه تلویزیونی از شبکه دو سیما پخش شده‌ است. این سریال در ۲۶ قسمت در استان خوزستان ساخته شده‌ است. این مجموعه به سفارش مرکز سیمای استان‌ها تهیه شده‌ است.

## خلاصه داستان
قصه جزر و مد از آنجا آغاز می‌شود که لطیف با بازی رضا فیاضی، سال‌ها قبل از ماهشهر به تهران مهاجرت کرده و با تشکیل خانواده صاحب فرزند شده‌ است. حالا و در آستانه بازنشستگی، مشکلاتی برای او و خانواده‌اش پیش آمده که ناچارند دوباره به ماهشهر برگردند. با وجود مخالفت‌های فرزندان، درنهایت به ماهشهر می‌روند و در یک خانه‌باغ متروکه‌ای مستقر می‌شوند که از پدر لطیف به ارث رسیده‌است. این مهاجرت، تازه شروع ماجراهایی است که در سریال جزر و مد اتفاق می‌افتد.

## بازیگران
رضا فیاضی، افسانه ناصری، مهدی امینی‌خواه، نصرالله رادش، علی غریب، حمید لولایی، خشایار راد، عباس محبوب، علی اصغر حیدری، فریده دریامج ، محمد غدیرزاده ، فردین هردانی ، حامد جوهرانی ، محسن غفوری و بهار یارمحمدی  ایفای نقش می‌کنند.

## عوامل سریال
از جمله دیگر عوامل این سریال می‌توان به علی عبدالعلی‌زاده نویسنده و کارگردان، سهیل خویشکار مدیر تصویربرداری، علیرضا شیرالی مدیر صدابرداری و رسول صبوری تدوینگر اشاره کرد.